# Sensebezirk
Der Sensebezirk (französisch District de la Singine, Freiburger Patois le dichtri de la Chindzenaⓘ) ist einer der sieben Bezirke im Kanton Freiburg in der Schweiz und der einzige rein deutschsprachige dieser Bezirke.

## Geografie
Benannt ist er nach dem Fluss Sense, der den Grossteil seiner östlichen Grenze zum Kanton Bern bildet. Auch die Ärgera (französisch Gérine) und die Galtera (französisch Gottéron) durchfliessen den Sensebezirk, ihre Quellen befindet sich, wie auch die der Sense, im Senseoberland. Dieses befindet sich im südlichen Teil des Bezirks und gehört zu den Freiburger Voralpen. Norden und Westen dagegen sind dicht besiedelt und gehören zu den Agglomerationen Bern oder Freiburg.
Der tiefste Punkt des Sensebezirks befindet sich an der Saane bei der Gemeinde Bösingen auf 486 m ü. M. und der höchste Punkt in der Gemeinde Plaffeien auf dem Schafberg mit 2235 m ü. M..

## Geschichte
Zwischen dem 7. und 8. Jahrhundert begannen die Alemannen mit der Besiedlung der Region und waren Träger der Germanisierung und des Landausbaus durch Rodung im Südosten des heutigen Kantons. Stellenweise überschritten sie die Saane.
Die Region Sense wurde 1076 erstmals als Sensuna erwähnt und ist seit der Neuaufteilung der ehemaligen vier Stadtpanner ein eigener Bezirk. Der Sensebezirk gehörte bis zum Ancien Régime grösstenteils zum Aupanner und damit zum Hoheitsgebiet der Republik Freiburg (Respublicas Friburgensis). Der Sensebezirk hat auch einen eigenen Dialekt, der als Senslerdeutsch bezeichnet wird.
Der Oberamtmann des Sensebezirks (Regierungsstatthalter) heisst Manfred Raemy. Der Oberamtmann wird alle fünf Jahre vom Volk gewählt. Er ist verantwortlich für die öffentliche Ordnung und hat dazu die Instrumente «Feuerwehr» und «Polizei» zur Verfügung. Er wacht zudem über das gute Funktionieren der Gemeinden (Rekursinstanz für Entscheid der Gemeinde) und ist administratives Organ für die Jagd, Fischerei und die Verwaltung der Hunde. Der Oberamtmann stellt zudem Strafbefehle aus (Bereiche Verkehrsdelikte und Baupolizei).

## Bevölkerung
Der Sensebezirk hat 46'081 Einwohner (Stand: 31. Dezember 2023). Damit ist er der drittgrösste Bezirk des Kantons. Die Bevölkerungsdichte liegt mit 174 Einw./km² unter dem kantonalen Durchschnitt.
| Gemeinde         | 1900   | 1910   | 1920   | 1930   | 1940   | 1950   | 1960   | 1970   | 1980   | 1990   | 2000   | 2010   |
| ---------------- | ------ | ------ | ------ | ------ | ------ | ------ | ------ | ------ | ------ | ------ | ------ | ------ |
| Alterswil        | 1365   | 1511   | 1592   | 1560   | 1664   | 1613   | 1607   | 1532   | 1538   | 1700   | 1881   | 1929   |
| Bösingen         | 1438   | 1662   | 1791   | 1876   | 1887   | 2008   | 2091   | 1729   | 1808   | 2606   | 3117   | 3286   |
| Brünisried       | 404    | 431    | 430    | 438    | 434    | 424    | 397    | 404    | 430    | 457    | 561    | 640    |
| Düdingen         | 3453   | 3956   | 4160   | 3259   | 3634   | 4033   | 4248   | 4932   | 5572   | 6356   | 6712   | 7325   |
| Giffers          | 683    | 661    | 650    | 690    | 768    | 770    | 812    | 1084   | 1185   | 1363   | 1393   | 1420   |
| Heitenried       | 748    | 811    | 819    | 758    | 886    | 833    | 771    | 791    | 761    | 905    | 1101   | 1290   |
| Oberschrot       | 612    | 682    | 658    | 707    | 733    | 761    | 715    | 728    | 708    | 849    | 1006   | 1136   |
| Plaffeien        | 1124   | 1315   | 1364   | 1367   | 1466   | 1449   | 1352   | 1448   | 1453   | 1650   | 1938   | 1911   |
| Plasselb         | 467    | 509    | 508    | 518    | 560    | 676    | 671    | 648    | 732    | 913    | 980    | 1 013  |
| Rechthalten      | 1088   | 1178   | 1206   | 1080   | 1118   | 1016   | 1015   | 878    | 862    | 958    | 1025   | 1085   |
| St. Antoni       | 1523   | 1659   | 1705   | 1615   | 1628   | 1652   | 1574   | 1517   | 1570   | 1725   | 1924   | 1925   |
| St. Silvester    | 596    | 604    | 654    | 660    | 766    | 761    | 639    | 681    | 796    | 830    | 955    | 922    |
| St. Ursen        | 982    | 1067   | 1105   | 1073   | 1085   | 1139   | 1017   | 1027   | 1003   | 1066   | 1162   | 1251   |
| Schmitten        | —      | —      | —      | 1461   | 1378   | 1576   | 1694   | 2289   | 2515   | 2819   | 3280   | 3801   |
| Tafers           | 964    | 1280   | 1267   | 1436   | 1463   | 1570   | 1621   | 2021   | 2263   | 2324   | 2627   | 2851   |
| Tentlingen       | 416    | 402    | 418    | 376    | 407    | 469    | 498    | 598    | 747    | 899    | 1 147  | 1218   |
| Ueberstorf       | 1515   | 1476   | 1638   | 1688   | 1642   | 1721   | 1536   | 1552   | 1656   | 1858   | 2115   | 2367   |
| Wünnewil-Flamatt | 1160   | 1542   | 1834   | 1964   | 1963   | 2153   | 2549   | 4016   | 3774   | 4211   | 4916   | 5322   |
| Zumholz          | 230    | 246    | 259    | 275    | 303    | 268    | 253    | 259    | 240    | 316    | 459    | 421    |
| Sensebezirk      | 18'768 | 20'992 | 22'058 | 22'801 | 23'785 | 24'892 | 25'060 | 28'134 | 29'613 | 33'805 | 38'299 | 41'113 |

## Gemeinden
Zum Sensebezirk gehören 15 Gemeinden.
Stand: 1. Januar 2021
| Wappen     | Name der Gemeinde | Einwohner (31. Dezember 2023) | Fläche in km² | Einwohner pro km² |
| ---------- | ----------------- | ----------------------------- | ------------- | ----------------- |
|            | Bösingen          | 3341                          | 14,32         | 233               |
|            | Brünisried        | 700                           | 3,25          | 215               |
|            | Düdingen          | 8939                          | 30,76         | 291               |
|            | Giffers           | 1684                          | 5,22          | 323               |
|            | Heitenried        | 1403                          | 9,13          | 154               |
| Plaffeien  | Plaffeien         | 3668                          | 66,51         | 55                |
|            | Plasselb          | 1059                          | 18,16         | 58                |
|            | Rechthalten       | 1152                          | 7,30          | 158               |
|            | Schmitten (FR)    | 4300                          | 13,49         | 319               |
|            | St. Silvester     | 1014                          | 7,04          | 144               |
|            | St. Ursen         | 1441                          | 15,72         | 92                |
| Tafers     | Tafers            | 7900                          | 41,35         | 191               |
| Tentlingen | Tentlingen        | 1358                          | 3,61          | 376               |
|            | Ueberstorf        | 2400                          | 16,11         | 149               |
|            | Wünnewil-Flamatt  | 5722                          | 13,27         | 431               |
| Total (15) | Total (15)        | 46'081                        | 265,24        | 174               |

## Veränderungen im Gemeindebestand

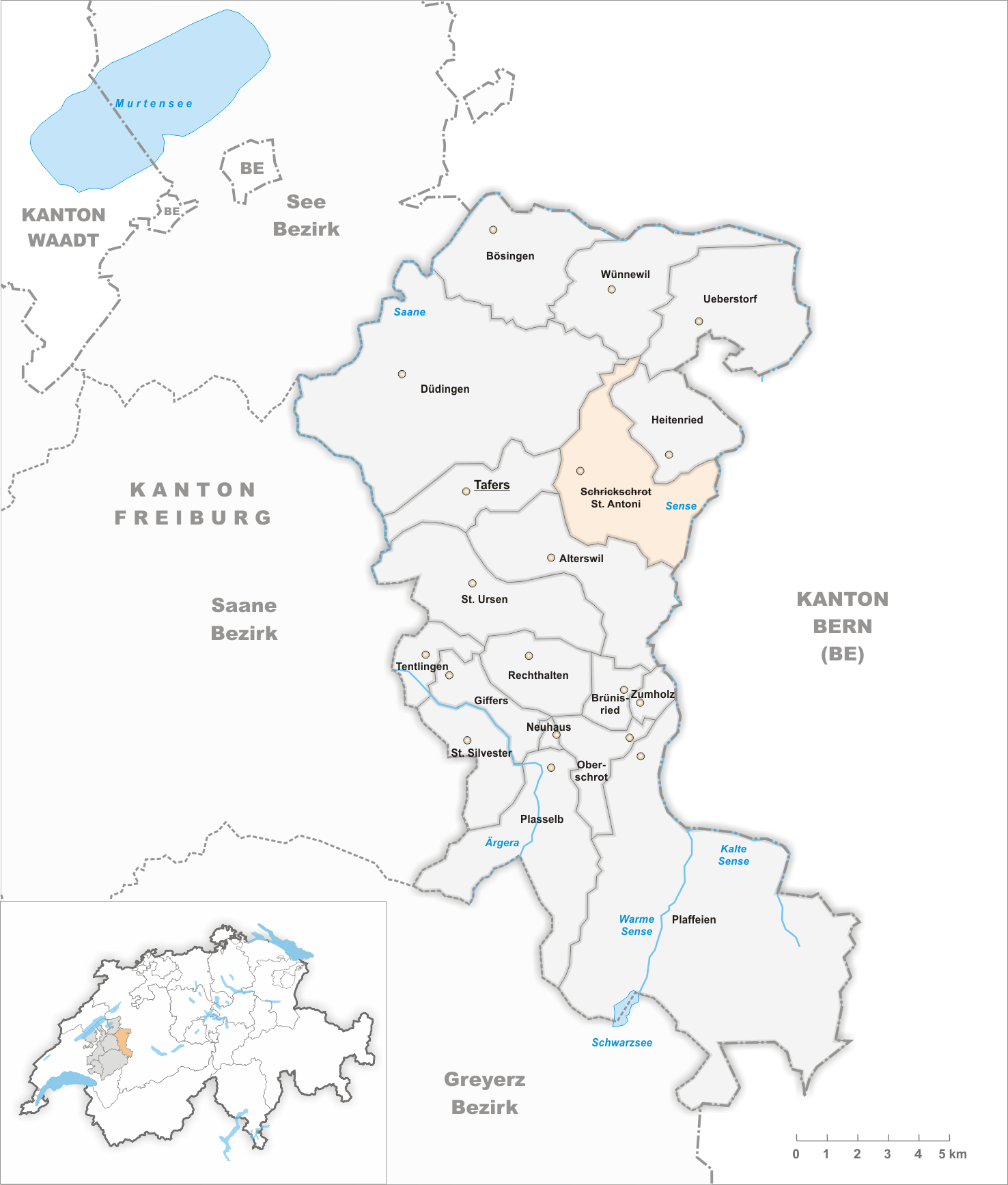
Gemeinden bis 1859
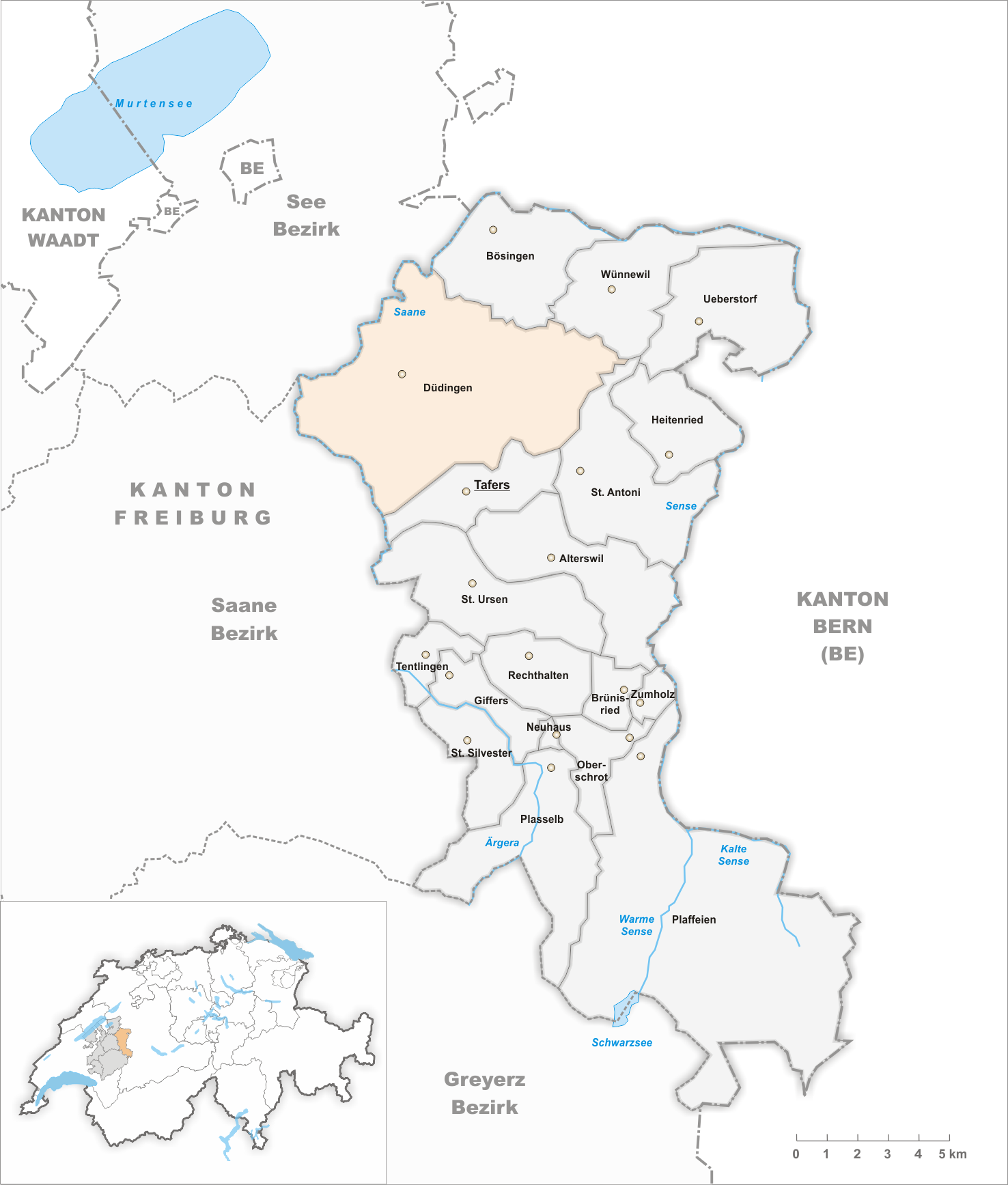
Gemeinden bis 1921
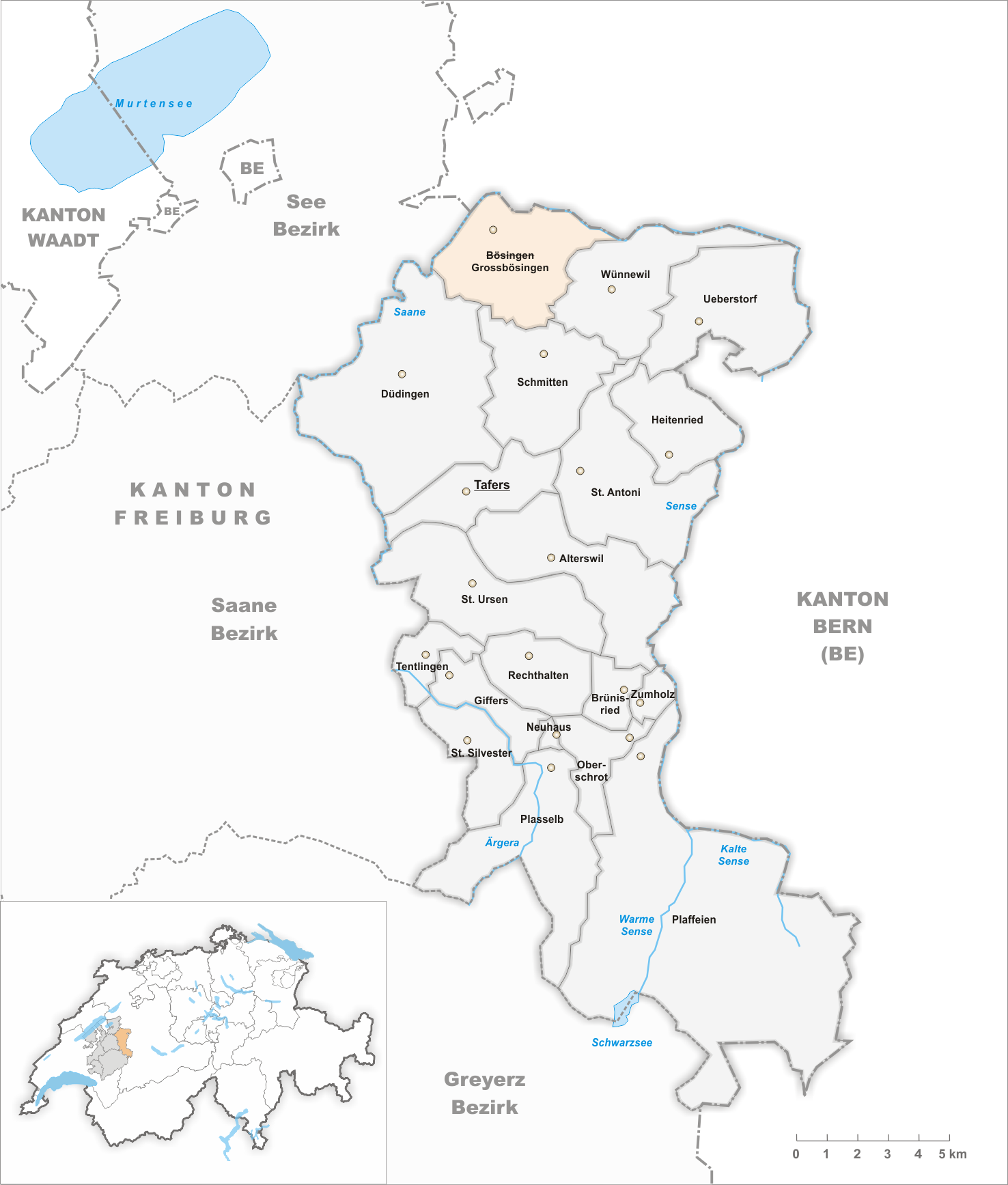
Gemeinden bis 1952
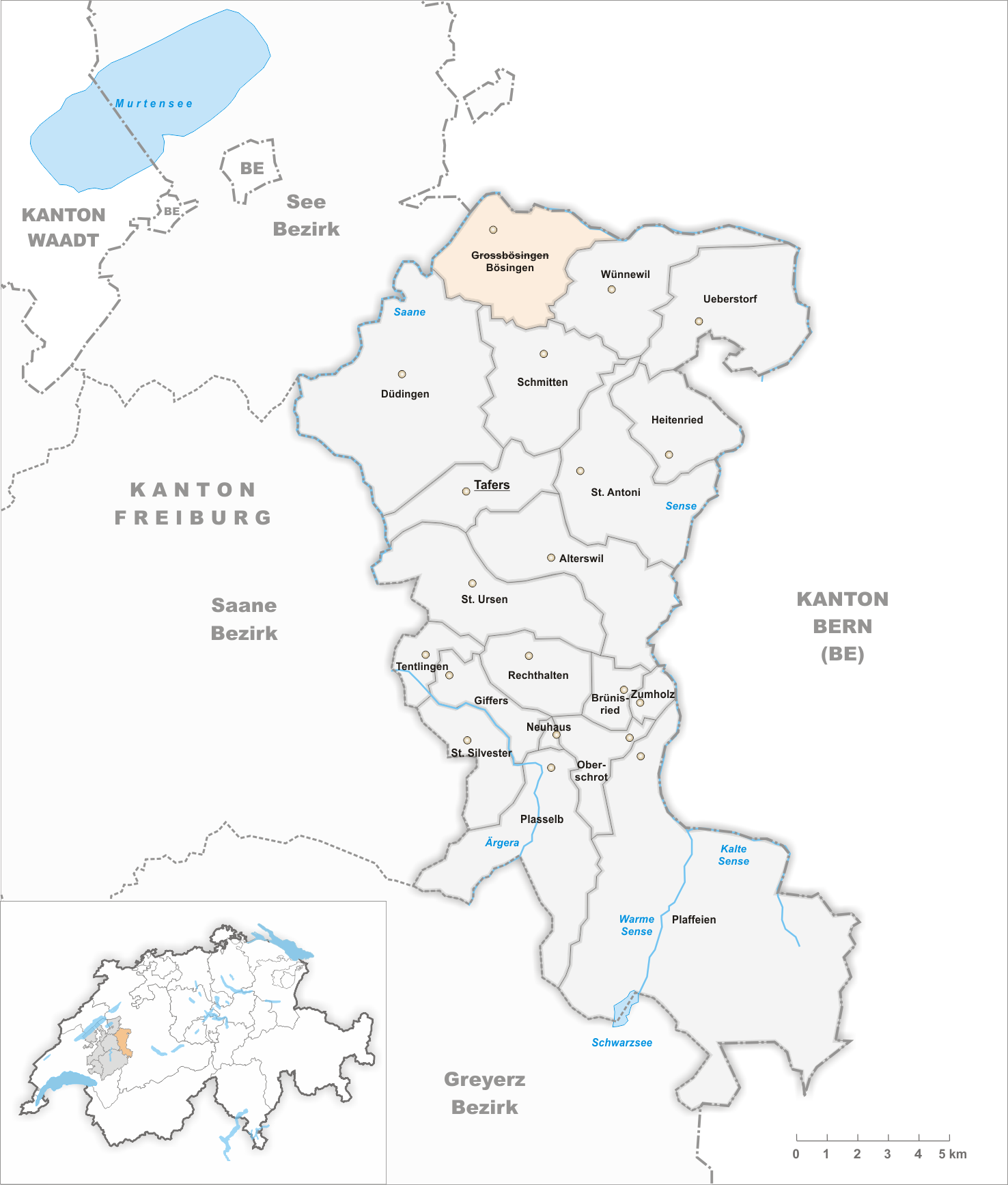
Gemeinden bis 1961
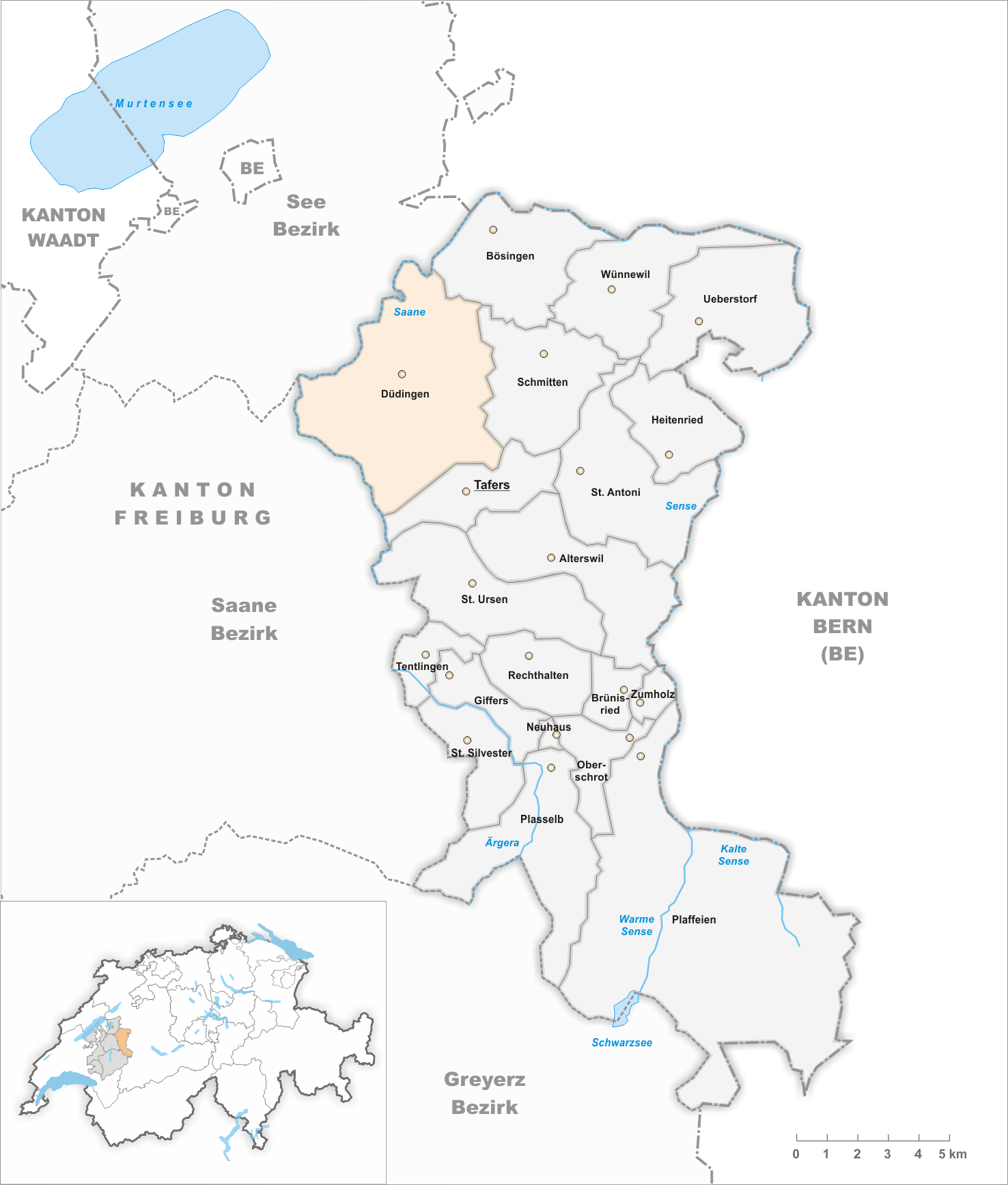
Gemeinden bis 1963
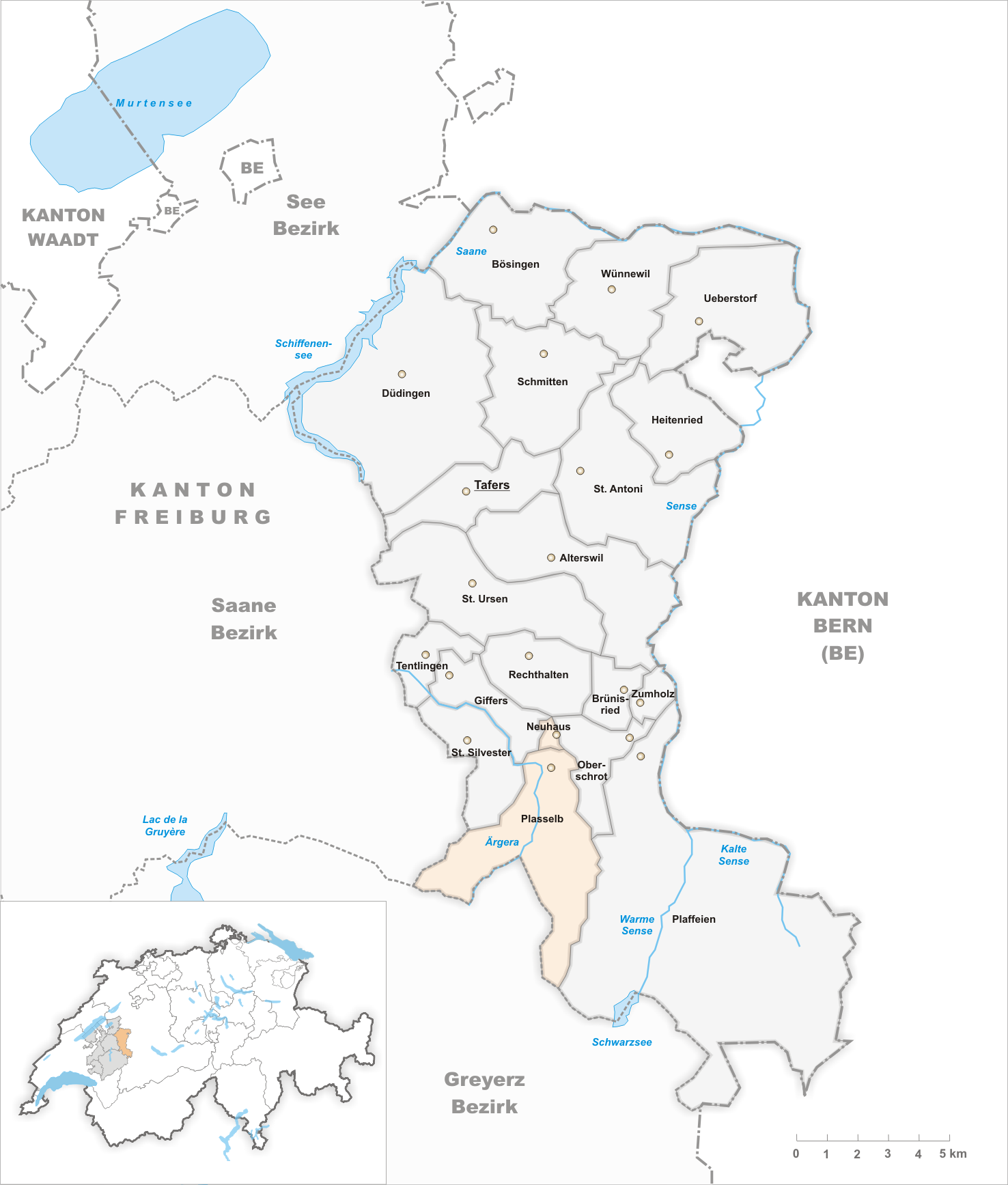
Gemeinden bis 1970
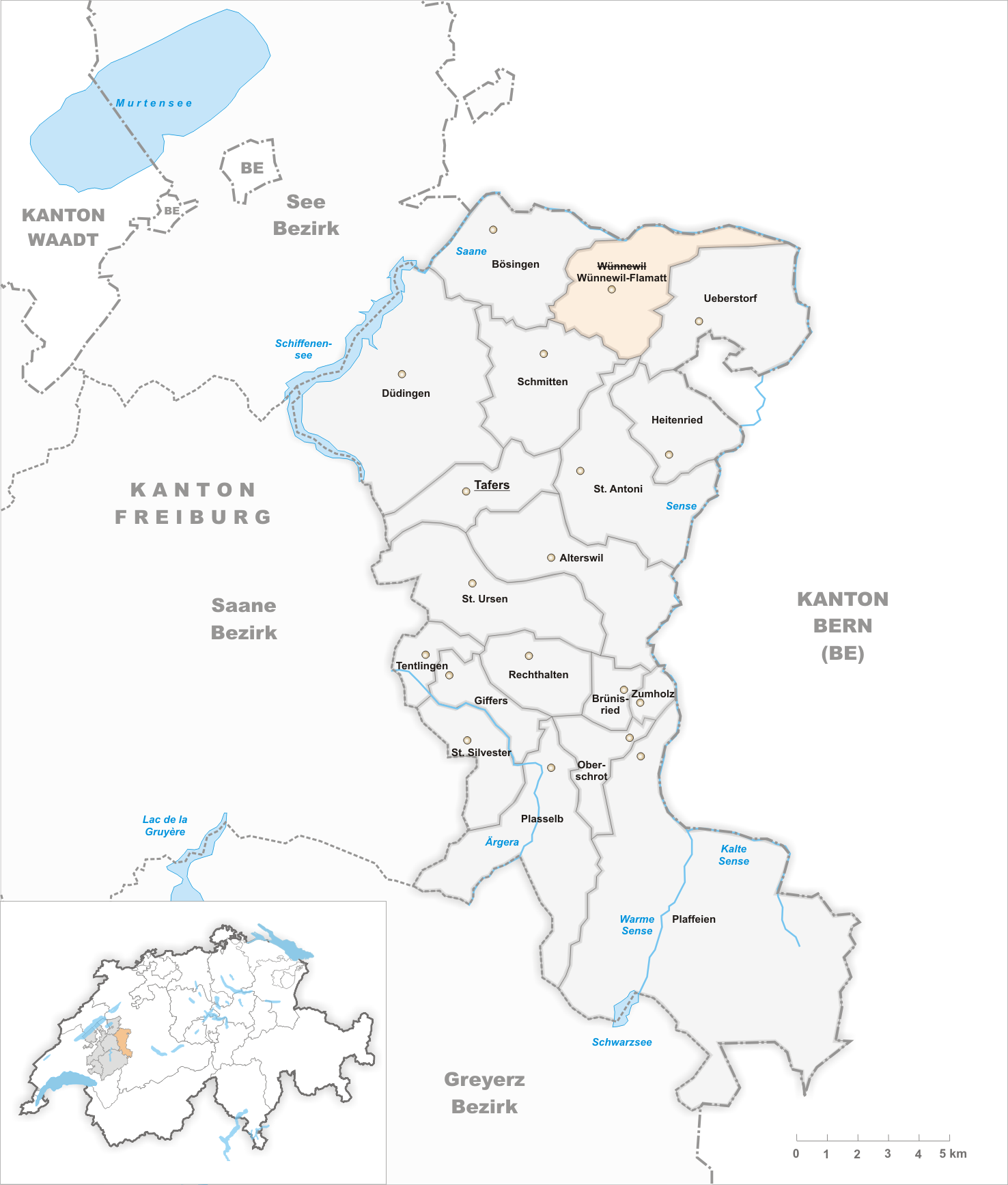
Gemeinden bis 1973
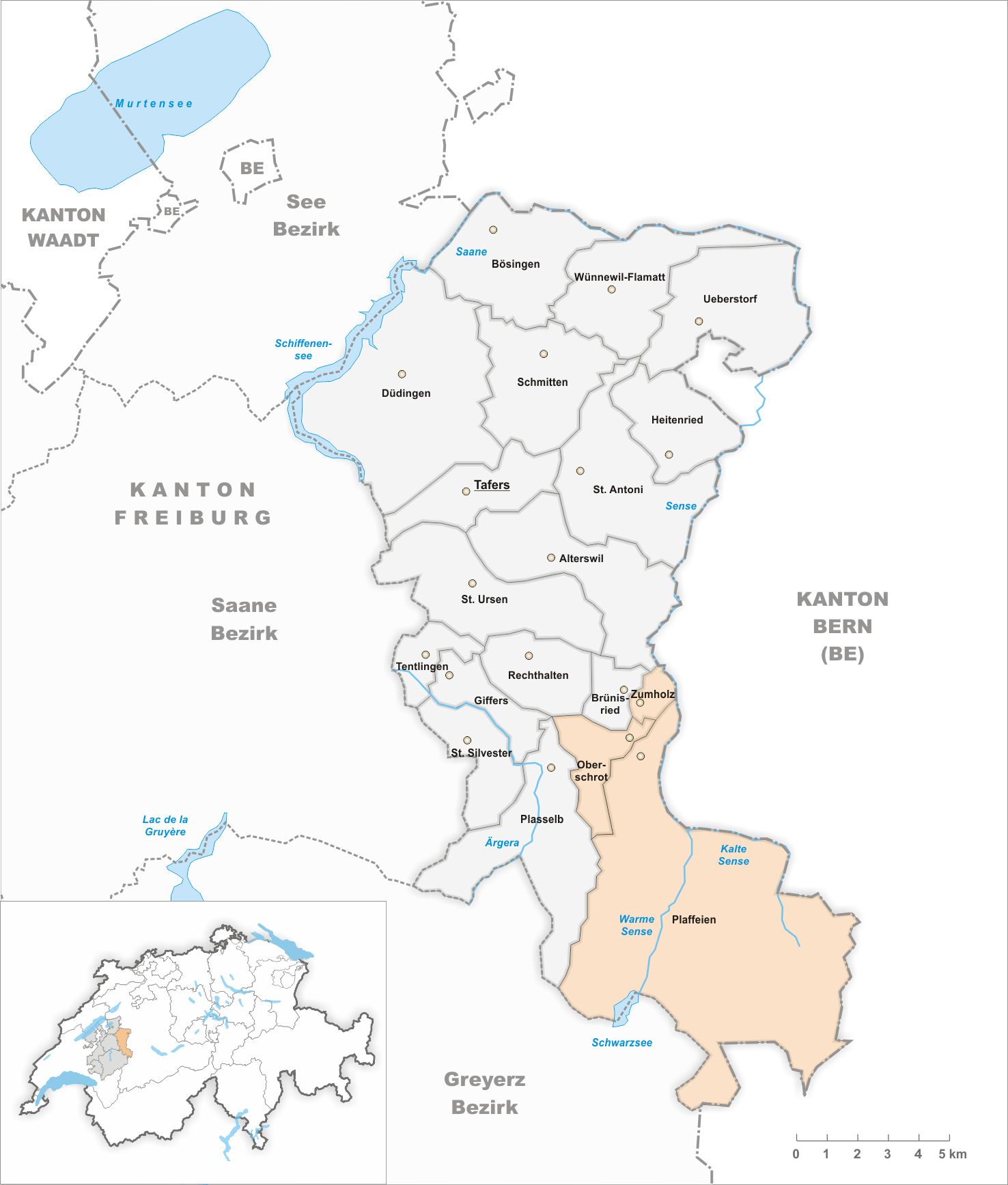
Gemeinden bis 2016
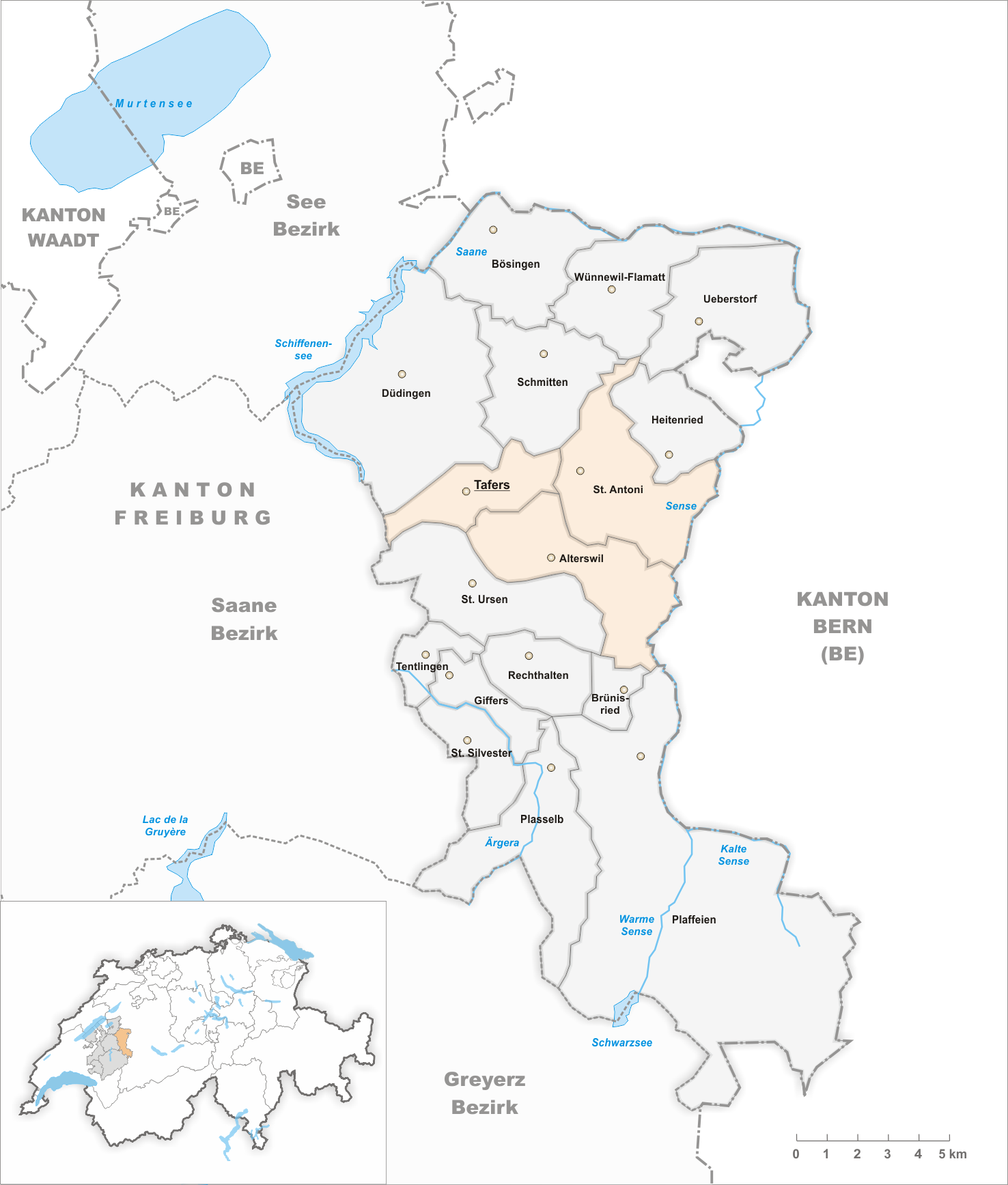
Gemeinden bis 2020

- 1860: Namensänderung von Schrickschrot  →  St. Antoni

- 1922: Abspaltung von Düdingen →  Schmitten

- 1953: Namensänderung von Bösingen  →  Grossbösingen

- 1962: Namensänderung von Grossbösingen  →  Bösingen

- 1964: Grenzbereinigung wegen Entstehung Schiffenensee: Düdingen

- 1971: Fusion Neuhaus und Plasselb  →  Plasselb

- 1974: Namensänderung von Wünnewil  →  Wünnewil-Flamatt

- 2017: Fusion Oberschrot, Plaffeien und Zumholz → Plaffeien

- 2021: Fusion Alterswil, St. Antoni und Tafers → Tafers